# Агапов Іван Валерійович
Іван Валерійович Агапов (нар. 29 травня 1965, Москва, РРФСР, СРСР) — радянський і російський актор театру і кіно. Народний артист Російської Федерації (2013).
Фігурант бази даних центру «Миротворець».

## Біографія
Іван Агапов народився в Москві 29 травня 1965 року . Ще навчаючись в школі, займався в театрі-студії Спесивцева. Відразу після школи вступив до акторської групи режисерського факультету ГІТІСу (курс Андрія Гончарова і Марка Захарова). Під час навчання служив в Театрі імені Маяковського, де зіграв у виставах «Правда добре, а щастя краще», «Пристрасті по Митрофану», «Захід». У 1989 році, відразу після закінчення інституту, був запрошений в театр Ленком, де служить до цього дня.
Дружина Світлана закінчила Літературний інститут і режисерський факультет ВДІКу . Дітей немає.

## Нагороди
- 1999 — Заслужений артист Російської Федерації[2]
- 2013 — Народний артист Російської Федерації

## Вистави

### Театр ім.Вол.Маяковського
- Правда добре, а щастя краще
- Пристрасті по Митрофану
- Захід

### Ленком
- Тіль Придворний художник (введення в 1989 році) (прем'єра в 1974, знята з репертутара в 1992)
- Зірка і Смерть Хоакіна Мурьєтти Ведучий, Митник (введення в 1989 році) (прем'єра 1976, знята з репертуару в 1993)
- Гамлет Вольтіманд, Розенкранц, (введення в 1991 році) (прем'єра 1986, знята з репертуару в 1992)
- Мудрець Григорій, Голутвін, Секретар Крутицького (прем'єра в 1989, знята з репертуару в 2004)
- Поминальна молитва Перчик (прем'єра в 1989, знята з репертуару в 1997)
- Бременські музиканти Шут (прем'єра в 1992, знята з репертуару в 1995)
- Божевільний день або одруження Фігаро Керубіно (1993), садівник Антоніо (введення в 1998), суддя Брідуазон, лікар Бартоло (введення в 2012) (прем'єра в 1993)
- Чайка Медведенко Семен Семенович (прем'єра в 1994, знята з репертуару в 2009)
- Королівські ігри Марк Смітон (1995), кардинал Вулсі (введення в 2009), лорд Норфолк (введення в 2010) (прем'єра в 1995)
- Варвар і Єретик Польський суб'єкт (прем'єра в 1997, знята з репертуару в 2008)
- Містифікація Кифа Мокійович, Офіцер (прем'єра в 1999, знята з репертуару в 2005)
- Місто мільйонерів Адвокат (прем'єра у 2000, знята з репертуару в 2012)
- Блазень Балакірєв Лакоста (прем'єра в 2001)
- Приборкання приборкувачів Морозо (прем'єра в 2002, знята з репертуару в 2004)
- Ва-банк Прибитков Лавр Миронович (прем'єра в 2004)
- Затемнення Гардінг, Мартіні (прем'єра в 2005)
- Тартюф пан Лояль (прем'єра в 2006, знята з репертуару в 2012)
- Одруження Кочкарьов (введення 2008) (прем'єра в 2007)
- Візит дами Учитель (прем'єра в 2008, знята з репертуару в 2012)
- Пер Гюнт Батько Сольвейг, Лікар (прем'єра в 2011)
- Іспанські безумства Тевано (чоловік Феліс) (так само є другим режисером) (прем'єра в 2012, знята з репертуару в 2016)
- Стрибуха (первинна назва Небесні мандрівники) Чікільдеєв (прем'єра в 2013)
- П'ять вечорів Тимофєєв (введення 2013) (прем'єра в 2013, знята з репертуару в 2016)
- Борис Годунов Патріарх і Вишневецький (прем'єра в 2014, знята з репертуару в 2018)
- Князь (прем'єра в 2016, знята з репертуару в 2016)
- День опричника Дем'ян Златоустовіч (прем'єра в 2016)
- Сни пана Де Мольєра … Жан Жак Бутон (прем'єра в 2017)
- Фальстаф і Принц Уельський Гонець (прем'єра в 2018)

### Антреприза
- Бременські музиканти (Антреприза Олександра Абдулова) (1997, режисер Петро Штейн) — Шут
- Все проходить (Антреприза Олександра Абдулова) (2001, режисер Дмитро Астрахан)
- Вишневий сад (театр «Мено Фортас» (Вільнюс) і Фонд Станіславського (Москва) (2003, режисер Еймунтасе Някрошюс) — Епиходов
- Веселі хлопці (Театральна компанія Ірини Апексимова) (2004, режисер Віктор Крамер)
- Скарбничка (Театральне агентство «Арт-Партнер XXI») (2006, режисер Костянтин Богомолов)
- Кишеньковий театр
- Російські гірки (Театральне агентство « Арт-Партнер XXI») (2009, режисер Ніна Чусова)
- Наречений з того світу (Театральна компанія «T-atre») (2010, режисер Андрій Кірющенко) — Дон Ломбарді, Брігелла, Флоріндо, Панталоне
- Торговці гумою (Театральне агентство " Арт-Партнер XXI ") (2010, режисер Віктор Шаміров) — Шмуель Спроль
- Буря (Міжнародна конфедерація театральних союзів) (2014 року, режисер Декланом Доннеллан) — Гонзало
- Ліс (Театральна компанія «Маскарад») (2015-го, режисер Роман Самгин) — Аркадій Щасливців
- Батьки & Діти (театр «Апарт») (2015-го, режисер Андрій Любимов) — Павло Петрович Кірсанов
- Лунін (ПЕВЦОВЪтеатр) (2016, режисер Олександр Огарьов) -

### Режисер
- У цьому милому старому будинку. (Інститут Сучасного Мистецтва, курс Дмитра Пєвцова і Ольги Дроздової) (прем'єра в 2015)
- Жіночий стіл в мисливському залі (Інститут Сучасного Мистецтва, курс Володимира Комратова) (прем'єра в 2017 році)

## Кіно і телебачення

### Режисер
- 2009/2010 — Татусеві доньки (12—14 сезони)
- 2011/2012 — Кровинушка

### Фільмографія
1. 1985 — Сезон див — Олексій
2. 1988 — Убити дракона — коваль
3. 1990 — Танк «Клим Ворошилов-2» — дурник
4. 1991 — Ночівля. П'ятниця
5. 1991 — П'ять викрадених монахів — Микола Ехо
6. 1992 — Сім сорок — Смоктуновський
7. 1992 — Меценат Савва Мамонтов
8. 1993 — Ваші пальці пахнуть ладаном — начальник ЖЕКу
9. 1994 — Петербурзькі таємниці — Фомушка
10. 1995 — Під знаком Скорпіона — Зіновій Пєшков
11. 1996 — Полуничка (47-ма серія «Моментальне фото») — фотограф
12. 1998—2002 — Самозванці
13. 1998 — Петербурзькі таємниці — Фомушка
14. 2000 — Бременські музиканти&Co —  придворний стражник (Боягуз)
15. 2000 — ДМБ —  дядько Вітя (Віктор Едмондович Башмаков)
16. 2001 — Дракоша і компанія (серії: 4,9,13,17,21,22,24,26,39) —  Боягуз
17. 2001 — Сищики (Фільм 3 «Оливкове дерево») —  прес-секретар
18. 2001 — Далекобійники (19-та серія «Далеко від Москви») —  агроном
19. 2001 — П'ятий кут —  директор школи
20. 2001 — Даун Хаус —  Лебедєв
21. 2001 — Медики (4-та серія «Партія з чемпіонкою», 8-ма серія «Шантажистка») —   Євген Львович
22. 2002 — Льодовиковий період
23. 2002 — Тяжіння —   Сосновський
24. 2002 — Ха. Маленькі комедії (кіноальманах)
25. 2002 — Блазень Балакірєв —   Лакоста
26. 2002 — Пригоди мага (6-та серія «Родове прокляття») —  чоловік в машині
27. 2002 — Марш Турецького-3 (Фільм 5-й «Куля для повпреда») —   Осипов
28. 2002 — Слідство ведуть ЗнаТоКі. Пуд золота —  адвокат Смуріна
29. 2002 — Королева краси, або Дуже важке дитинство —  тато Зосі
30. 2002 — Театральний роман (телеспектакль) —  Літератор
31. 2003 — Інше життя —   Петро
32. 2003 — Москва. Центральний округ (9-та серія «…І помріть в театрі…») —  актор
33. 2003 — Змішувач —   Томас
34. 2003 — Життя одне —  бухгалтер
35. 2003 — Біле золото —  Степанченко
36. 2003 — Ангел на дорогах —  Аристарх
37. 2003 — Жадана —  вчитель фізики
38. 2004 — Даша Васильєва. Любителька приватного розшуку-2 (Серія «Дружина мого чоловіка»)
39. 2004 — Моя мама — наречена —  директор школи
40. 2004 — Слухач —  науковець
41. 2004 — Мисливці за іконами —  Гриша
42. 2005 — Справа про «Мертві душі» —  Добчинський
43. 2005 — Не хлібом єдиним —  Шутіков
44. 2005 — Роман жахів —  екстрасенс
45. 2006 — Герой нашого часу —  чиновник у кареті
46. 2006 — Все змішалося в домі —  Веніамін Ремізов .
47. 2006 — Скажена (Фільм 2 «Обряд посвячення») —  редактор телекомпанії
48. 2006 — Біс в ребро, або Чудова четвірка —  науковий співробітник
49. 2006 — «Фитиль» (Сюжети «Перевірки на дорогах», «Я нічого не знаю»)
50. 2006 — Сищики-5 (Фільм 5 «Мовчазна згода») —  Володимир Лужина
51. 2006 — Угон (7-ма серія «Витівки Карлсона») —  режисер
52. 2006 —  2007 — Танго втрьох —  Володимир
53. 2007 — Національне надбання —   Суслов
54. 2007 — Агонія страху (1, 4, 6 серії «Гра втемну») —  Савельєв
55. 2007 — Служба довіри (9-та серія «Секта») —   Сопіков
56. 2007 — Прапорщик, або «Йо-моє» —   Толик
57. 2007 — Солдати 12 —  Толік
58. 2007 — Російська гра —  людина у церкві
59. 2007 — Скелелазка и Останній з сьомої колиски —  доктор Грін
60. 2007 — Захист проти (Серія «Командувати парадом буду я») —   Михайло
61. 2007 — Дякую за любов! —  лікар
62. 2007 — Сищик Путілін (фільм 2 «Костюм Арлекіна») —  Микола Стрекалов
63. 2007 — Лузер — товариш Фома з Пітера
64. 2007 — Закон і порядок: Відділ оперативних розслідувань (8-ма серія «Підміна») —  підозрюваний
65. 2007 — Вся така раптова (2-га серія «Доктор Ні») —  Герман Власов
66. 2007 — Інша (телесеріал) (9-та серія «Стук за стіною») —   Сердуян
67. 2008 — Висяки (Серії «Справа честі (Справа № 3)», «Прелюдія до фіналу (Справа № 7)», «Чуже життя (Справа № 8)», «Ставки зроблені (Справа № 16)») —  Анатолій Кудрявцев («Гура»)
68. 2008- ГІБДД і т. д. —   Кирило Огошков
69. 2008- Я — охоронець (Серія «Кілер до ювілею»)
70. 2008- Бумеранг —  майор Долгов
71. 2008- Пасажирка —  морський офіцер
72. 2008- Дівчинка — товариш Дмитра
73. 2008- Псевдонім «Албанець» -2 —   Олександр Кіреєв
74. 2008- Крок за кроком —  Микола
75. 2008- Генеральська внучка (Серія «Зіпсований відпочинок») —  Соболєв
76. 2008- Терміново в номер-2 (2-га серія «Чорна вдова») —   Ликов
77. 2008- Листоноша (фільм 4-й) —   Микола
78. 2008- Марево —  Ничипор, прикажчик
79. 2009 — Татусеві доньки (Серії № 133, 136, 141, 143, 159) —   Юрій Прохорович   .
80. 2009 — Куля-дура-3 —  Вольдемар
81. 2009 — Шлюб за заповітом —  Елайджа Дрейк
82. 2009 — Шепіт помаранчевих хмар —  Офтальмолог
83. 2009 — На гонитві за щастям —  майор Кулаков
84. 2009 — Ласкавий травень —  Горбачов
85. 2009 — Жінка-зима —  Семен Іванович, чоловік Любави
86. 2009 — Завжди говори «Завжди»-5 —  Закашанський
87. 2009 — Сім дружин одного холостяка —   Володимир Докукін
88. 2009 — Маргоша-2 —  Писарев Яків Семенович
89. 2009 — Ісаєв (Частина друга «Пароль не потрібен») —  Фіма Долін
90. 2009 — Вольф Мессінг: бачив крізь час —  Льова Кобак
91. 2009 — Журов (3-тя серія «Старі дошки») —   Бушуєв
92. 2009 — Бомжиха-2 —   Кирило Іванович Горюнов
93. 2009 — Відблиски (15-та серія «Останній танець») —  продюсер
94. 2009 — Глухар. Приходь, Новий рік! —  майор, старший зміни
95. 2009 — Спецкор відділу розслідувань —  депутат Держдуми
96. 2010 — Школа для товстушок —   Руденський
97. 2010 — Охоронець-3 (1-ша серія «Не свою справу») —   Сергій Сергійович
98. 2010 — Лазник президента, або Пасічники Всесвіту —  виконавчий продюсер
99. 2010 — Точка кипіння —  Зябликів
100. 2010 — Багата Маша —   Матвій Маркович
101. 2010 — Черговий ангел —  Олег Іванович
102. 2010 — Розкрутка —   Павло Андрійович Телецька
103. 2010 — Братани-2 —   Яблонський Ілля Максимович
104. 2010 — Зоя —   Олексій
105. 2010 — Гаражі (9-та серія «Теща, як явище») —  Леонід Коротєєв
106. 2010 — Алібі на двох (Фільм 6 «Картина») —   Анатолій Бухаров
107. 2010 — Російська рулетка. Жіночий варіант —  Леонід Олександрович
108. 2010 —  2011 — Все на краще —  Валентин Сєрєбров
109. 2010—2011 — Інститут шляхетних дівчат (з 219-ї серії) —  ректор
110. 2010—2011 — Вендетта по-російськи —  Кирило Григорович Воронович
111. 2011 — Манна небесна —   Казимир
112. 2011 — Метод Лаврової (16-та серія «Рушниця на стіні») —   Уваров Микола Миколайович
113. 2011 — Заповідні особи (8-ма серія «Тінь минулого») —   Анатолій Платонович Артамонов
114. 2011 — Хресна дочка —   Воронович
115. 2011 — Знахар-2. Полювання без правил —  Павло Миколайович
116. 2011 — Одна за всіх —   Володя Лаптєв
117. 2011 — Незадовільно з любові —  Федір
118. 2011 — Казнокради (5-та серія «Операція Океан») —  Володимир Фельдман
119. 2012 — Велика ржака —  чоловік без штанів
120. 2012 — Одного разу в Ростові —  адміністратор у ресторані
121. 2012 — Самозванка —   Чуров
122. 2012 — Дикий-3 (фільм 2 «Дім, милий дім»)
123. 2012 — Зими не буде
124. 2012 — Маша в законі (5-та серія) —  Семен Тимофєєв
125. 2012 — Підстава —  адвокат Галицького
126. 2012 — Дитинко (серія 14) —  Мишкін
127. 2012 — Дружба особливого призначення —  «Павук»
128. 2012 — Зворотний бік Місяця —   Левченко
129. 2012 — Студія —   Віктор Семенович
130. 2012 — Посередник (10-та серія «Сльози королеви») —  адвокат
131. 2013 — Ти не один (28-ма серія) —   Леонід
132. 2013 — крапчастою —   Олександр Миколайович
133. 2013 — Федоров —  Борис Березовський
134. 2013 — Троє в Комі (3-тя серія) —  вдівець
135. 2013 — Пасічник —  Олександр Сергійович Кринкін
136. 2013 — Балабол —   Сергій Янович Брумель
137. 2013 — Не відпускай мене —   Борис Андрійович
138. 2013 — Карина червона —  Володимир Маркович
139. 2013 — Не в ті двері (короткометражний) —  Євген Сухоруков
140. 2014 — Справа честі —  Микола Горбунов
141. 2014 року — Таємниця темної кімнати -  Ігнатій Михайлович
142. 2014 року — Щоденник мами першокласника —  тато Діми
143. 2014 року — Купрін (фільм 1 «Яма») —  Норич
144. 2014 року — Улюблені жінки Казанови —   Юрій Борисович
145. 2014 року — Суча війна —   Семен Якович
146. 2014 року — Скасування всіх обмежень —   Антон неріне
147. 2014 року — Посмішка Пересмішника —  Михайло Ізраїлевич Розенцвейг
148. 2014 року — Фізрук —  чиновник
149. 2014 року — Панове-товариші (фільм 1-й: «Стрибунці») —  зазивала кінематографа
150. 2014 року — Чужий серед своїх —   Фелікс Леонідович Бжезинський
151. 2014 року — Умільці —  Олег Степанович Клюєв
152. 2014 року — Тетяниного ніч —   Слава Волков
153. 2015 — Новорічний рейсс —  батько «Бобика»
154. 2015 — Гроші —   Геннадій В'ячеславович Сумцов
155. 2015 — Я знаю всі твої секрети —   Голишев
156. 2015 — 15 діб —  Микола Коржевський
157. 2016 — Екіпаж —  пасажир-бухгалтер
158. 2016 — Зими не буде
159. 2016 — Ольга —  психіатр
160. 2016 — Готель Єлеон —   Роберт Іванович Колесніченко
161. 2016 — Скліфосовський. Реанімація —   Ігор Іванович Ніконов
162. 2016 — Чистий футбол —  Брильов
163. 2017 — Василіса —  Ризький
164. 2017 — Час перших —  співробітник КДБ
165. 2017 — Катерина. Зліт —   Пинус
166. 2017 — Довжок —   Павло Романович
167. 2017 — Не разом —  гуру
168. 2018 — Кривава бариня —   генерал Федір Ілліч Кобзєв
169. 2018 — Практика-2 —  Коваль
170. 2018 — Ланцет —  Кравчук
171. 2018 — Анатомія вбивства (фільм № 2 «Убивча справедливість») —   Антон Григорович Кутєпов
172. 2019 — Формула помсти —   Васін
173. 2018 — Балабол-2 —   Сергій Янович Брумель
174. 2019 — Весілля та розлучення —  Мещерський
175. 2019 — Дипломат —  адвокат Лютого
176. 2019 — Привиди Замоскворіччя —  Лихоцький-старший
177. 2019 — Одеський пароплав —  пасажир пароплава «Одеса» / господар 7-ї квартири
178. 2019 — Балабол-3 —   Сергій Янович Брумель
179. 2019 — Детектив на мільйон —  Степанов
180. 2020 — Грозний —  боярин Оболенський
181. 2020 — Балабол-4 —   Сергій Янович Брумель
182. 2020 — Драйв —  Чинцов
183. 2020 — Старі кадри —   Віталій Анатолійович Селіванов
184. 2020 — Гусар —   Антон Петрович
185. 2020 — Марлен —   Антон Якович Сімхович
186. 2020 — Безсонов'
187. 2021 — Балабол-5 —   Сергій Янович Брумель
188. 2021 — За годину до світанку —  Лев Якович Тимохін

### Сценарист
1. 2005 — Новорічний вогник на ТВЦ (Спільно з С. Косинець та К. Новіковою)
2. 2006 — Танго втрьох (Спільно з С. Косинець)

### Реклама
- Серія рекламних роликів майонезу «Моя сім'я» (разом з Людмилою Артем'євою і Мариною Іллінською)
- Серія рекламних роликів журналу «Ять» (разом з Ніною Руслановою)
- Реклама пива «Сибірська корона»
- Реклама пива Holsten

### Відеокліпи
1. 2001 — знявся у відеокліпі Діани Гурцкої «Ти знаешь, мама»

### Участь в телешоу
- У 2002 році брав участь в зйомках передачі «Слабка ланка» на «Першому каналі».
- У 2010 році брав участь в зйомках шоу «Слава Богу, ти прийшов!» на каналі СТС як актор постійної трупи.
- У 2017 році брав участь в зйомках серії передач «Навколо сміху».

## Озвучування

### Фільми
1. 1993 — Парк Юрського періоду (Jurassic Park, США) — доктор Алан Грант [3]
2. 2000 — Восьма миля (8 Mile, США) — Сол Джордж (Sol George) [3]
3. 2003 — Час розплати (Paycheck, США-Канада) — Майкл Дженнінгс [4]
4. 2010 — Гаррі Поттер і Смертельні реліквії: частина 1 (Harry Potter and the Deathly Hallows: Part 1, США, Велика Британія) — Пій товстуватий (Pius Thicknesse) [3]
5. 2011 — Гаррі Поттер і Смертельні реліквії: частина 2 (Harry Potter and the Deathly Hallows: Part 2, США, Велика Британія) — Пій товстуватий (Pius Thicknesse) [3]
6. 2012 — Темний лицар: Відродження легенди (The Dark Knight Rises, США, Велика Британія) — Страйвер (Stryver) [3]
7. 2016 — Аліса в Задзеркаллі (Alice Through the Looking Glass, США) — Заник Циліндр [3]

### Мультфільми
- Губка Боб Квадратні Штани (SpongeBob SquarePants, США, 1999 Н. В.) — Сквідвард, другорядні персонажі в 3, 5-9 сезонах [3] [4]
- Губка Боб в 3D (The SpongeBob Movie: Sponge Out of Water, США, 2015) — Сквидвард, Сквідозавр Рекс [3]
- Губка Боб в бігах (The SpongeBob Movie: Sponge on the Run, США, 2020) — Сквидвард [3]

## Відео
- Програма «Історії в деталях» [Архівовано 9 липня 2021 у Wayback Machine.]
- Програма «Ролі виконують» 2013 рік [Архівовано 9 липня 2021 у Wayback Machine.]
- Иван Агапов о театральном образовании и тонкостях профессии. Москва Доверие. 4 травня 2013. Архів оригіналу за 28 липня 2014. Процитовано 3 липня 2021. {{cite web}}: Cite має пустий невідомий параметр: |description= (довідка)

## Преса
- Інтерв'ю журналу «Станіславський»
- Інтерв'ю газеті «АіФ» [Архівовано 1 січня 2012 у Wayback Machine.]
- Інтерв'ю газеті «Ехо» (Азербайджан)